# IPv5
IPv5, Stream protocol — экспериментальный протокол реального времени, определённый в IEN-119. Позднее был переписан в RFC 1190 (ST) и RFC 1819 (ST2+).
ST предполагался быть ориентированным на соединение с версией IPv4, но так и не был принят для публичного использования. Многие концепции, присутствующие в ST, применяются в MPLS.
В RFC 1819 указано, что для указания на использование протокола в поле «version» IP-протокола указывается «5».

  IP and ST packets can be distinguished by the IP Version Number field, i.e., the first four (4) bits of the packet; ST has been
   assigned the value 5 (see [RFC1700]). There is no requirement for compatibility between IP and ST packet headers beyond the first four
   bits. (IP uses value 4.)

Заголовки ST2 не совпадают с IPv4, однако ST использует аналогичную структуру IP-адреса и тот же номер протокола в PDU канального уровня (ethertype 0x800), что и IPv4.